# Szalánci-hegység
A Szalánci-hegység (szlovákul: Slanské vrchy) az Eperjes–Tokaji-hegység északi része. Geopolitikai szempontból a hegység Szlovákiában található része, mely a magyar határtól Eperjesig húzódik, a Kassai-medencétől keletre. Geológiai szempontból a magyarországi Nagy-Milic hegycsoport és a Hegyköz is a Szalánci-hegység része.
Egyes források a hegység egészét, mások az északi részét Eperjesi-hegység néven említik.

## Földtörténet
A hegység 14–10,5 millió évvel ezelőtt működő, főként lávaöntő vulkánok működése révén jött létre, melyek az északi részen főleg szárazföldi tűzhányók voltak, míg délen a szarmata tengerben működtek. Kis és közepes méretű, nagyrészt rétegvulkáni jellegű kúpok jöttek létre egymás szomszédságában.